# Фирсов, Борис Нилович
Фирсов Борис Нилович (17.03.1888 г. Выборг — декабрь 1919 г. Усть-Лабинск, Кубанская область) — русский военный лётчик, участник Первой мировой войны, командир экипажа корабля «Илья Муромец — IV», капитан РИА, командир 26-го авиационного отряда, участник Гражданской войны, начальник авиации Западной добровольческой армии П. Р. Бермондт-Авалова, кавалер двух орденов Святого Станислава и ордена Святой Анны.

## Биография
Родился в Выборге 17 марта 1888 году в семье потомственных военных Отец — Нил Васильевич Фирсов — подполковник, мать — Мария Еремеевна Фирсова (урождённая Андреева) Окончил 2-й Кадетский корпус, затем — в 1907 году по 1-му разряду Павловское военное училище. Службу проходил в Ярославле в 4-м резервном, потом в 23-м саперном батальонах. Подпоручик. По личному прошению переведён в авиацию, служил в 5-й воздухоплавательной роте Ковенского воздухоплавательного отделения, откуда в 1911 году направлен на офицерские теоретические курсы авиации Отдела воздушного флота имени В. В. Захарова, состоящие при Санкт-Петербургском политехническом институте Императора Петра Великого (ЦГИА СПб, ф. 478, оп. 7, д. 4, стр. 1). Для обучения полётам направлен в Севастопольскую авиационную школу, 7 июля 1912 года сдал экзамен на звание «лётчик-авиатор», в 1913 году получил звание «военного лётчика». В 1914 году служил в 23-м корпусном авиационном отряде.
В начале Первой мировой войны Б. Фирсов прошел подготовку и был направлен в команду Эскадры Воздушных Кораблей «Илья Муромец». В октябре 1914 года назначен командиром экипажа воздушного корабля «Илья Муромец — IV». С 10-го декабря того же года — на фронте. В одном из боёв получил серьёзное ранение и был отправлен в тыл. После лечения переучивался в Гатчинской авиационной школе полётам на «Формане» и Вуазене". Направлен в 26-й авиаотряд, которым командовал по ноябрь 1915 года, затем направляется в Эскадру Воздушных Кораблей. В январе 1916 года штабс-капитан Борис Фирсов — начальник 26-го Корпусного авиационного отряда, затем — назначается помощником командира 9-го авиационного дивизиона. С 25 ноября 1916 года — капитан инженерных войск. С конца 1917 года капитан Борис Фирсов инструктор Гатчинской авиационной школы.
За время Первой мировой войны удостоен трёх боевых орденов.
Октябрьский переворот не принял. Служил в Западной добровольческой армии Бельмонт-Авалова начальником авиации. В конце октября 1919 года вместе с двумя офицерами Армии Авалова Борис Фирсов был отправлен из города Митавы (где располагался штаб армии) в Киев на переговоры с генералом Антоном Деникиным о присоединении Западной добровольческой армии к Вооруженным Силам Юга России, но Деникин их не принял. После чего Борис Фирсов отправился в город Старый Оскол, где в это время находилась его семья, и вместе с женой и 5-летним сыном отправился в Новороссийск. В эшелоне они заболели тифом и были вынуждены высадиться в Кубанской области в станице Усть-Лабинской, где в декабре 1919 года Борис Нилович Фирсов и Ольга Владимировна Фирсова скончались.
Их сын — Олег Борисович Фирсов стал известным русским советским физиком-теоретиком, Лауреатом Ленинской премии, ученик Якова Ильича Френкеля и Игоря Васильевича Курчатова. Работал в Ленинградском Физико-Техническом Институте и в Московском Институте атомной энергии.

## Награды
Орден Святого Станислава 3-й степени, с мечами и бантом.
Орден Святой Анны 3-й степени, с мечами и бантом.
Орден Святого Станислава 2-й степени, с мечами, на шейной муаровой ленте.